# Афанасьева, Елена Владимировна
Еле́на Влади́мировна Афана́сьева (род. 27 марта 1975, Оренбург) — российский политик. Сенатор Российской Федерации с 26 сентября 2014 года, входит в Комитет Совета Федерации по международным делам. Член Высшего Совета ЛДПР. Кандидат исторических наук.
Депутат Государственной думы Федерального собрания Российской Федерации IV, V, VI созывов (2003—2014).

## Биография
Елена Владимировна Афанасьева родилась 27 марта 1975 года в Оренбурге.
В 1994 году принимала участие в организации Оренбургского регионального отделения ЛДПР.
В 1997 году окончила Оренбургский государственный педагогический университет. После института работала учителем истории в школе в течение полугода.
В 1998 году была избрана руководителем Оренбургского регионального отделения ЛДПР.
В 2003 году была избрана депутатом Государственной думы Российской Федерации IV созыва по федеральному списку ЛДПР. В Думе сначала являлась членом комитета по экономической политике, предпринимательству и туризму, в 2004 году стала членом комитета по экологии, затем, в том же году, перешла в комитет по делам женщин, семьи и молодёжи.
В сентябре 2004 года участвовала в выборах мэра Оренбурга; выборы проиграла, набрав 1,5 % голосов избирателей.
В октябре 2005 года была назначена министром образования Калининградской области, 16 ноября с Афанасьевой были сняты депутатские полномочия. Однако уже через несколько дней Афанасьева ушла с занимаемой должности. По словам В. Жириновского, «она не хочет исполнять должность министра образования». Постановление Госдумы о снятии депутатских полномочий с Елены Афанасьевой было отменено.
С 2006 года исполняла обязанности заместителя Председателя фракции ЛДПР.
Кандидат исторических наук. В 2007 году защитила диссертацию на тему «Участие Российской Федерации в урегулировании политических кризисов и межнациональных конфликтов на постсоветском пространстве (1992—2003 гг.)» в Институте международного права и экономики имени А. С. Грибоедова. По результатам экспертизы сообщества «Диссернет» в тексте диссертации были обнаружены многочисленные заимствования.
В 2007 году окончила Дипломатическую академию МИД России.
В декабре 2007 года избрана депутатом Государственной думы V созыва. До 2010 года являлась членом Высшего Совета ЛДПР; до 2011 года — Председатель Центральной контрольно-ревизионной комиссии ЛДПР.
В декабре 2011 года избрана депутатом Государственной думы VI созыва по партийному списку ЛДПР. Член комитета Государственной Думы по вопросам семьи, женщин и детей.
26 сентября 2014 года делегирована Правительством Оренбургской области в Совет Федерации своим представителем. Освободившийся мандат перешёл к Максиму Щепинову.
Член Высшего Совета ЛДПР, председатель Центральной контрольно-ревизионной комиссии партии, координатор Оренбургского регионального отделения ЛДПР.

## Законотворческая деятельность
17 декабря 2012 года вместе с депутатом от «Единой России» Екатериной Лаховой Афанасьева стала инициатором поправок в законопроект, рассматриваемый Госдумой в ответ на принятие в США закона Магнитского, которые вводят запрет на усыновление российских детей-сирот американскими гражданами и прекращающей действие соответствующего Соглашения с США.
12 декабря 2013 года вместе с другим депутатом от ЛДПР Яном Зелинским внесла на рассмотрение Государственной думой проект Федерального закона «О внесении изменения в статью 1 Федерального закона «О Государственном языке Российской Федерации». В приложенной к проекту пояснительной записке было обнаружено около двадцати разнообразных синтаксических и орфографических ошибок.

## Семья
В разводе. Сын, дочь. Семья живёт в Москве.

## Санкции
Из-за поддержки нарушения территориальной целостности Украины во время российско-украинской войны находится под персональными международными санкциями ряда стран.
9 марта 2022 года на фоне вторжения России на Украину внесена в санкционный список всех стран Европейского союза так как она голосовала за ратификацию договоров о дружбе с самопровозглашёнными ЛНР и ДНР.
23 марта 2022 года внесена в санкционный список Канады «соратников режима» за содействие в нарушения суверенитета и территориальной целостности Украины.
30 сентября 2022 года внесена санкционный список Соединённых Штатов Америки «за аннексию Путиным регионов Украины» и одобрения закона о фейках. Государственный департамент отмечает что сенаторы  «проголосовали за одобрение просьбы Путина о вводе войск в Украину, что послужило неоправданным предлогом для полномасштабного вторжения России в Украину».
По аналогичным основаниям с 15 марта 2022 года находится под санкциями Великобритании. С 16 марта 2022 года находится под санкциями Швейцарии. С 21 апреля 2022 года находится под санкциями Австралии.  С 7 октября 2022 года под санкциями Украины за «поддержку незаконным попыткам России аннексировать суверенную украинскую территорию путём проведения фиктивных референдумов».

## Награды
- медаль ордена «За заслуги перед Отечеством» II степени (27 февраля 2020) — за большой вклад в развитие парламентаризма и активную законотворческую деятельность[21];
- медаль «За укрепление боевого содружества» (Минобороны России, приказом от 16 февраля 2023 г. № 162) — за заслуги в реализации государственной политики в области международного военного сотрудничества, а также за оказание содействия в решении задач, возложенных на Вооружённые Силы Российской Федерации[22];
- почётная грамота Президента Российской Федерации (12 марта 2014) — за достигнутые трудовые успехи, многолетнюю плодотворную работу, активную законотворческую деятельность[23];
- благодарность Президента Российской Федерации (13 февраля 2025) — за вклад в развитие парламентаризма, активную законотворческую деятельность и многолетнюю добросовестную работу[24];
- Почётная грамота Правительства Российской Федерации (14 ноября 2011) — за многолетнюю плодотворную законотворческую деятельность[25];
- почётный знак Государственной Думы Федерального Собрания Российской Федерации «За заслуги в развитии парламентаризма»;
- почётная грамота Государственной Думы Федерального Собрания Российской Федерации;
- благодарность Председателя Государственной Думы Федерального Собрания Российской Федерации[26].